# Yang Shih-jeng
Yang Shih-jeng (chinesisch 楊仕政; * 28. Februar 1965) ist ein Badmintonspieler aus Taiwan.

## Karriere
1989 machte die Doppelpaarung Yang Shih-jeng und Ger Shin-ming das erste Mal international auf sich aufmerksam, als sie bei der Weltmeisterschaft Platz neun im Herrendoppel belegte. Sie verloren dabei im Achtelfinale gegen die späteren Vizeweltmeister. Bei den US Open des Folgejahres konnten die Taiwaner dagegen schon siegreich gestalten. Bronze erkämpfte sich die Paarung bei der Asienmeisterschaft 1992.

## Erfolge
| Saison | Veranstaltung         | Disziplin    | Platz | Name                           |
| ------ | --------------------- | ------------ | ----- | ------------------------------ |
| 1989   | Weltmeisterschaft     | Herrendoppel | 9     | Ger Shin-ming / Yang Shih-jeng |
| 1990   | US Open               | Herrendoppel | 1     | Ger Shin-ming / Yang Shih-jeng |
| 1992   | Asienmeisterschaft    | Herrendoppel | 3     | Ger Shin-ming / Yang Shih-jeng |
| 1996   | Spanish International | Herrendoppel | 3     | Wei Chun-yi / Yang Shih-jeng   |